# لا ألمونيا دي دونيا غودينيا
بلدية المُنية (بالإسبانية: La Almunia de Doña Godina) (نقحرة: لا ألمونيا دي دونيا غودينيا) هي بلدية تقع في مقاطعة سرقسطة التابعة لمنطقة أراغون شمال شرق إسبانيا.

## الديموغرافيا
بلغ عدد سكان بلديةالمنية7.851 نسمة عام 2011 (وفقاً للمعهد الوطني الإسباني للإحصاء).
| 5.373 | 5.438 | 6.115 | 6.779 | 7.170 | 7.911 | 7.851 |